# Шулка (село)
Шулка (мар. Шулко) — село в Оршанском районе Республики Марий Эл. Административный центр Шулкинского сельского поселения.

## География
Деревня находится в северной части республики, в зоне хвойно-широколиственных лесов, в пределах Оршанско-Кокшайской равнины, на левом берегу реки Шулки, при автодороге 88К-015, на расстоянии примерно 14 километров (по прямой) к востоку-северо-востоку от Оршанки, административного центра района. Абсолютная высота — 117 метров над уровнем моря.

### Климат
Климат характеризуется как умеренно континентальный, влажный. Среднегодовая температура воздуха — 2,3 °С. Средняя температура воздуха самого тёплого месяца (июля) — 18,2 °C (абсолютный максимум — 38 °C); самого холодного (января) — −13,7 °C (абсолютный минимум — −47 °C). Безморозный период длится с середины мая до середины сентября. Среднегодовое количество атмосферных осадков составляет 491 мм, из которых около 352 мм выпадает в период с апреля по октябрь.

### Часовой пояс
Село Шулка, как и вся Марий Эл, находится в часовой зоне МСК (московское время). Смещение применяемого времени относительно UTC составляет +3:00.

## История
Основано в 1830-е годы как починок Паклинский. В 1848 году здесь построили деревянную церковь во имя Вознесения Господня. В этом же году в починке насчитывалось 11 дворов, проживали 74 человека. В 1871 году в селе Шулка построили новое каменное здание церкви. В 1891 году в селе насчитывалось 34 двора, 196 жителей, в 1926 году 66 и 342 соответственно. В 2003 году в селе насчитывалось 251 хозяйство и 6 дачных домов. В советское время работали колхозы «Трудовик», «Путь Ленина», совхоз «Родина», позднее СПК колхоза «Родина».

## Население
| 2010 |
| ---- |
| 609  |

### Национальный состав
Согласно результатам переписи 2002 года, в национальной структуре населения русские составляли 65 % из 658 чел., марийцы — 32 %.

### Известные жители
- Стрельников, Сергий Александрович — священник Русской православной церкви, в 2005 году включён в Собор новомученников и исповедников Российских.